# Петар Принцип
Петар Пепо Принцип (Обљај, 1860 – Обљај, 26. јануар 1940) је био српски пољопривредник и поштар из Босанске Крајине и отац Гаврила Принципа.

## Биографија
Родио се 1860. године у српској православноj породици. У младости је учествовао у Босанскохерцеговачком устанку против Турака (1875-1877). После устанка се вратио у родни Обљај и оженио Маријом Мићић са којом је имао деветоро деце, од којих је шесторо умрло у детињству, а преживели су синови Јово (1887), Гаврило (1894) и Никола (1898).
Пепо је обрађивао око 4 хектара земље у Граховском пољу, али како од тога није могао живети пошто је трећину давао земљопоседнику, почео је да ради као поштар и тако је први успоставио поштански саобраћај између Босанског Грахова и других места, а повремено је превозио и путнике. У овом послу, излагао се и смртним опасностима, будући да је пролазио тешко проходне стазе по свим временским условима свакодневно, повремено изложен и нападима разбојника. Тако му се 1909. године догодило му се да је сломио ногу, повукавши коње да не падну у провалију. Завршио је у шибеничкој болници, где га је посетио син Гаврило.
Важио је за одважног и строго моралног човека, није пушио нити пио. Био је побожан и редовно је ишао у цркву. Никада није псовао, што се пренело и на његове синове. У околини своје куће је посадио неколико десетина различитог дрвећа. Противио се томе да његов син Гаврило похађа основну школу, мада је касније допустио.
Умро је уочи Савиндана, 26. јануара 1940. године. Вест о његовој смрти објавила је београдска Политика. Сахрањен је на гробљу Мраморје у Босанском Грахову, заједно са супругом Маријом Наном.